# Willem Dafoe
William J. "Willem" Dafoe (sinh ngày 22 tháng 7 năm 1955) là một diễn viên người Mỹ. Ông là người nhận được nhiều giải thưởng khác nhau, bao gồm cả Cúp Volpi cho Nam diễn viên chính xuất sắc nhất, ngoài ra còn nhận được đề cử cho bốn giải Oscar, bốn giải Screen Actors Guild, ba giải Quả cầu vàng và một giải thưởng Điện ảnh của Viện Hàn lâm Anh. Ông cũng được biết đến với những lần cộng tác thường xuyên với các nhà làm phim Paul Schrader, Abel Ferrara, Lars von Trier, Julian Schnabel và Wes Anderson.
Dafoe là thành viên ban đầu của công ty rạp hát thực nghiệm The Wooster Group. Anh có bộ phim đầu tay là Heaven's Gate (1980), nhưng đã bị sa thải trong quá trình sản xuất. Ông có vai chính đầu tiên trong bộ phim về người đi xe đạp ngoài vòng pháp luật The Loveless (1982) và sau đó đóng vai phản diện chính trong Streets of Fire (1984) và To Live and Die in LA (1985). Anh nhận được đề cử Giải Oscar đầu tiên (Nam diễn viên phụ xuất sắc nhất) cho vai diễn Trung sĩ Elias Grodin trong bộ phim chiến tranh Platoon (1986) của Oliver Stone. Năm 1988, Dafoe đóng vai Chúa Jesus trong The Last Temptation of Christ của Martin Scorsese và đóng chính trong Mississippi Burning, cả hai đều gây tranh cãi.
Sau khi nhận được đề cử giải Oscar lần thứ hai (Nam diễn viên phụ xuất sắc nhất) cho vai Max Schreck trong Shadow of the Vampire (2000), Dafoe đã đóng vai siêu ác nhân Norman Osborn / Green Goblin trong bộ phim siêu anh hùng Spider-Man (2002), một vai diễn mà ông đã tái hiện trong các phần tiếp theo của nó Spider-Man 2 (2004) và Spider-Man 3 (2007), và bộ phim thuộc Vũ trụ Điện ảnh Marvel (MCU) Spider-Man: No Way Home (2021) đã mang về cho ông ấy Kỷ lục Guinness Thế giới cho "sự nghiệp lâu nhất với tư cách là người đóng vai một nhân vật Marvel" (cùng với Tobey Maguire). Ông cũng thể hiện các nhân vật phản diện trong Once Upon a Time in Mexico (2003) và XXX: State of the Union (2005), cũng như Carson Clay trong bộ phim Mr Bean's Holiday (2007). Năm 2009, ông đóng vai chính trong bộ phim thử nghiệm Antichrist, một trong ba bộ phim của anh với Lars von Trier. Dafoe sau đó xuất hiện trong The Fault in Our Stars, John Wick, The Grand Budapest Hotel (tất cả trong năm 2014), The Great Wall (2016), Murder on the Orient Express (2017), The Florida Project (2017) (mà ông ấy đã nhận được của mình đề cử giải Oscar lần thứ ba ở hạng mục Nam diễn viên phụ xuất sắc nhất) và The Lighthouse (2019). Anh đóng vai Nuidis Vulko trong các bộ phim thuộc Vũ trụ Mở rộng DC (DCEU) Aquaman (2018) và Zack Snyder's Justice League (2021) và Aquaman and the Lost Kingdom (2022).
Dafoe đã đóng vai một số nhân vật có thực, bao gồm T. S. Eliot trong Tom & Viv (1994), Pier Paolo Pasolini trong Pasolini (2014), Vincent van Gogh trong At Eternity's Gate (2018) (nhờ đó anh nhận được đề cử Oscar cho Nam diễn viên chính xuất sắc nhất, đầu tiên của anh ấy trong hạng mục đó), và Leonhard Seppala ở Togo (2019).

## Đầu đời và giáo dục
Dafoe sinh ở Appleton, Wisconsin. Là một trong bảy người con của Muriel Isabel (nhũ danh Sprissler) và Tiến sĩ William Alfred Dafoe, ông nhớ lại năm 2009: "Năm bà chị của tôi đã chăm sóc tôi khôn lớn vì cha tôi là một bác sĩ phẫu thuật, mẹ tôi là một y tá và họ làm việc cùng nhau, vì vậy tôi đã không nhìn thấy một trong hai người nhiều." Tại trường trung học, ông đã có biệt danh Willem. Tổ tiên của cha ông là người Pháp-Canada, Thụy Sĩ và Anh, và tổ tiên của mẹ ông là người Đức, Ireland và Scotland.
Ông đã từng bị đuổi học do đã quay một bộ phim khiêu dâm.
Dafoe học kịch nghệ ở Đại học Wisconsin–Milwaukee, nhưng bỏ học một năm rưỡi để tham gia công ty sân khấu thể nghiệm Theatre X ở Milwaukee, Wisconsin, trước khi chuyển đến Thành phố New York năm 1976. Ở đó ông học việc dưới sự hướng dẫn của Richard Schechner, giám đốc của đoàn kịch tiên phong The Performance Group, nơi ông gặp và có quan hệ tình cảm với Elizabeth LeCompte, lớn hơn ông 11 tuổi. Bà và người bạn tình cảm cũ của mình Spalding Gray và những người khác đã tách khỏi Schechner và lập nên Wooster Group. Trong một năm, Dafoe đã gia nhập công ty.

## Sự nghiệp

### Những năm 1980
Dafoe bắt đầu sự nghiệp điện ảnh của mình vào năm 1979, khi anh được giao một vai phụ trong bộ phim sử thi Miền Tây Heaven's Gate của đạo diễn Michael Cimino. Dafoe chỉ có mặt trong ba tháng đầu tiên của buổi chụp hình kéo dài tám tháng. Vai diễn của anh, một người chăn gà làm việc cho nhân vật của Jeff Bridges, đã bị xóa khỏi phần lớn bộ phim trong quá trình biên tập nhưng vẫn được nhìn thấy trong một cảnh chọi gà. Dafoe không nhận được tín nhiệm cho công việc của mình trên phim. Năm 1982, Dafoe đóng vai thủ lĩnh của một câu lạc bộ mô tô ngoài vòng pháp luật trong bộ phim truyền hình The Loveless, vai diễn đầu tiên của anh ấy với tư cách là một người đàn ông hàng đầu. Phim do Kathryn Bigelow và Monty Montgomery đồng đạo diễn và tỏ lòng kính trọng với bộ phim The Wild One năm 1953, với sự tham gia của Marlon Brando trong một vai tương tự.
Sau lần xuất hiện ngắn ngủi trong bộ phim kinh dị The Hunger (1983), Dafoe một lần nữa vào vai thủ lĩnh của một băng nhóm phượt thủ trong bộ phim hành động Streets of Fire năm 1984 của Walter Hill. Nhân vật của anh trong phim đóng vai trò là nhân vật phản diện chính , người đã bắt bạn gái cũ của một lính đánh thuê, do Diane Lane và Michael Paré, lần lượt thủ vai. Janet Maslin của The New York Times cảm thấy không có màn trình diễn tuyệt vời nào trong phim, nhưng khen ngợi gương mặt "phản diện hoàn hảo" của Dafoe.  Dafoe đóng vai chính cùng với Judge Reinhold trong Roadhouse 66 (1985) trong vai một cặp yuppies người bị mắc kẹt tại một thị trấn trên Đường số 66 của Hoa Kỳ. Sau đó vào năm 1985, Dafoe đóng vai chính với William Petersen và John Pankow trong bộ phim kinh dị To Live and Die in LA của William Friedkin, trong đó Dafoe đóng vai một kẻ giả mạo tên là Rick Masters đang bị hai nhân viên Mật vụ theo dõi. Nhà phê bình phim Roger Ebert khen ngợi màn trình diễn "mạnh mẽ" của anh trong phim.
Bộ phim phát hành duy nhất của Dafoe trong năm 1986 là bộ phim Chiến tranh Việt Nam của Oliver Stone , giúp anh được tiếp xúc nhiều nhất cho đến thời điểm đó khi đóng vai Trung sĩ Elias Grodin nhân ái. Anh ấy rất thích cơ hội được đóng một vai anh hùng và cho biết bộ phim đã cho anh ấy cơ hội thể hiện sự đa năng của mình, nói rằng "Tôi nghĩ rằng tất cả các nhân vật đều sống trong bạn. Bạn chỉ cần đóng khung họ, cho họ hoàn cảnh, và nhân vật đó sẽ xảy ra." Việc chụp ảnh chính cho bộ phim diễn ra tại Philippines và Dafoe yêu cầu phải trải qua khóa đào tạo của trại huấn luyện .  Cây viết Sheila Benson của Los Angeles Times đã khen ngợi màn trình diễn của anh ấy và nhận thấy điều đó là "đặc biệt tốt" khi thấy Dafoe chơi "thứ gì đó khác với một kẻ tâm thần". Tại Lễ trao giải Oscar lần thứ 59, Dafoe được đề cử cho Giải Oscar cho Nam diễn viên phụ xuất sắc nhất, nhưng bức tượng được trao cho Michael Caine (cho bộ phim Hannah and Her Sisters năm 1986). Dafoe lồng tiếng cho bộ phim tài liệu Dear America: Letters Home from Vietnam (1987) và vào năm 1988, Dafoe đóng vai chính trong một bộ phim khác lấy bối cảnh Chiến tranh Việt Nam, lần này là Đặc vụ chỉ huy điều tra tội phạm Buck McGriff trong phim hành động ly kỳ Off Limits. Lần phát hành thứ hai của anh trong năm 1988 làphim sử thi The Last Temptation of Christ của Martin Scorsese, trong đó Dafoe miêu tả Chúa Giêsu. Bộ phim được chuyển thể từ tiểu thuyết cùng tên và mô tả cuộc đấu tranh của anh ta với nhiều hình thức cám dỗ trong suốt cuộc đời của mình. Giống như cuốn tiểu thuyết, bộ phim đã gây ra tranh cãi vì khác xa với mô tả của Chúa Giê-su trong Kinh thánh và bị coi là báng bổ. Diễn xuất của Dafoe trong phim được khen ngợi rộng rãi, tuy nhiên, với Janet Maslin đồng ý rằng Dafoe đã mang lại "cường độ sáng chói" cho vai diễn.
Trong bản phát hành cuối cùng vào năm 1988, Dafoe đóng vai chính cùng Gene Hackman trong bộ phim kinh dị tội phạm Mississippi Burning trong vai một cặp đặc vụ FBI điều tra vụ mất tích của ba nhân viên dân quyền ở hạt Jessup, Mississippi hư cấu trong phong trào dân quyền. Tờ Variety khen ngợi màn trình diễn của Dafoe, viết rằng "Dafoe thể hiện một cách kỷ luật và đáng chú ý về Ward", mặc dù họ cảm thấy chính Hackman là "kẻ đã đánh cắp bức tranh". Cũng như The Last Temptation of Christ, bộ phim là chủ đề tranh cãi, lần này là giữa các nhà hoạt động người Mỹ gốc Phi, những người chỉ trích việc hư cấu các sự kiện. Dafoe đã được cân nhắc một thời gian ngắn cho vai siêu phản diện Joker trong bộ phim siêu anh hùng Batman (1989) do Tim Burton đạo diễn, vì nhà biên kịch Sam Hamm nhận thấy những điểm tương đồng về ngoại hình, nhưng cuối cùng Jack Nicholson chưa bao giờ được mời đóng vai này. Dafoe đóng vai chính trong bộ phim Triumph of the Spirit năm 1989 với vai võ sĩ người Hy Lạp gốc Do Thái Salamo Arouch, một tù nhân trại tập trung Auschwitz, người bị buộc phải chiến đấu với những thực tập sinh khác cho đến chết để giải trí cho các sĩ quan Đức Quốc xã. Nó được quay tại địa điểm ở Auschwitz, bộ phim lớn đầu tiên làm như vậy. Trong khi bộ phim bị đón nhận một cách tiêu cực, diễn xuất của Dafoe được một số nhà phê bình ca ngợi; Peter Travers của Rolling Stone cảm thấy anh ấy đã có một "màn trình diễn có kỷ luật" và Janet Maslin cho rằng anh ấy "rất tốt". Dafoe tái hợp vớiđạo diễn Oliver Stone của Platoon cho một lần xuất hiện nhỏ trong bộ phim tiểu sử về chiến tranh Born on the 4 tháng 7 (1989). Dafoe vào vai một cựu binh Việt Nam bị liệt, phải ngồi xe lăn, kết bạn với chủ đề của phim là Ron Kovic (do Tom Cruise thủ vai ), một cựu chiến binh bại liệt khác.

### Những năm 1990
Dafoe xuất hiện với tư cách khách mời trong bộ phim hài ca nhạc Cry-Baby (1990) của John Waters với vai một cai ngục, người thuyết trình ngắn gọn về các giá trị của nhân vật chính, do Johnny Depp thủ vai. Rita Kempley của The Washington Post nhận thấy cảnh này là một trong những điểm nhấn của bộ phim.  Cùng năm, Dafoe đóng chung phim tội phạm Wild at Heart của David Lynch với Nicolas Cage và Laura Dern . Dafoe đóng vai một tên tội phạm tham gia vào một vụ cướp với nhân vật của Cage trước khi thể hiện mặt tối của mình. Anh ta đeo hàm răng giả, bị ăn mòn và mọc bộ ria mép bằng bút chì có nét giống với người cộng tác trước đây của ông, John Waters. Nhà phê bình Owen Gleiberman của Entertainment Weekly cho rằng vai diễn này đã chứng tỏ Dafoe là một "bậc thầy của nhân vật phản diện mặt cá, trơ trọi". Năm 1991, Dafoe đóng cùng Danny Glover và Brad Johnson trong bộ phim hành động Flight of the Intruder. Bộ phim kể về một cặp phi công của Hải quân Hoa Kỳ, do Dafoe và Johnson thủ vai, người âm mưu và tham gia vào một cuộc không kích trái phép vào Hà Nội. Do John Millius đạo diễn , phim nhận được nhiều đánh giá tiêu cực. Anh ấy là do ngôi sao đối diệnJoan Cusack trong bộ phim hài kịch Arrive Alive vào năm 1991, nhưng bộ phim đã bị hủy bỏ trong quá trình sản xuất.  Dafoe có hai vai chính vào năm 1992. Lần đầu ra mắt, White Sands, chứng kiến Dafoe đóng vai cảnh sát trưởng một thị trấn nhỏ, người đóng giả một người đàn ông đã chết sau khi tìm thấy xác chết của anh ta và một chiếc vali chứa 500.000 đô la để giải quyết vụ án, dẫn đến một cuộc điều tra của FBI. Trong vai chính tiếp theo, bộ phim truyền hình Light Sleeper của Paul Schrader, Dafoe đóng vai John LeTour, một người cô đơn, mắc chứng mất ngủ, người New York, làm công việc giao hàng cho một nhà cung cấp ma túy, do Susan Sarandon thủ vai. Roger Ebert ca ngợi vai diễn LeTour "có năng khiếu" của Dafoe và Owen Gleiberman cho rằng "ngay cả khi bộ phim không thành hình, người ta vẫn bị thuyết phục bởi màn trình diễn hấp dẫn dứt khoát của Willem Dafoe."
Dafoe tiếp theo đóng vai chính trong bộ phim kinh dị khiêu dâm Body of Evidence (1993) cùng với Madonna. Câu chuyện liên quan đến một luật sư, do Dafoe thủ vai, người tham gia vào một mối quan hệ tình dục tàn bạo với người phụ nữ mà anh ta đang đại diện trong một vụ án giết người. Bộ phim bị các nhà phê bình chỉ trích và có thành tích kém ở phòng vé, với một số khán giả đã phải bật cười trong những cảnh ân ái.  Khi nhận xét về bộ phim, Vincent Canby cảm thấy rằng Dafoe thiếu gợi cảm trong vai diễn này.  Sau đó vào năm 1993, Dafoe xuất hiện trong một vai phụ là Emit Flesti (đảo chữ của Time Itself) trong bộ phim giả tưởng của Đức Faraway, So Close!, do Wim Wenders làm đạo diễn.  Dafoe sau đó đóng vai chính trong bộ phim kinh dị về điệp viên Clear and Present Danger (1994), chuyển thể từ tiểu thuyết cùng tên của Tom Clancy với sự tham gia của Harrison Ford trong vai đặc vụ CIA Jack Ryan . Dafoe vào vai John Clark, một nhân viên CIA đang tiến hành một hoạt động bí mật chống lại một tập đoàn ma túy ở Colombia cùng với Jack Ryan. Dafoe miêu tả nhà thơ TS Eliot trong bộ phim truyền hình Tom & Viv (cũng vào năm 1994), kể về câu chuyện của Eliot và người vợ đầu tiên của anh, Vivienne Haigh-Wood Eliot , doMiranda Richardson. Bộ phim đã vấp phải sự đón nhận trái chiều từ các nhà phê bình, mặc dù Caryn James của The New York Times cảm thấy rằng "bức chân dung sắc nét, đồng cảm đến kinh ngạc của Dafoe đã nâng bộ phim lên trên một kịch bản đầy lỗ hổng nghiêm trọng và lời thoại thô thiển". Năm 1995, anh đóng vai một nhà văn thế kỷ 18 trong bộ phim truyền hình cổ trang The Night and the Moment.
Trong ba lần xuất hiện đầu tiên trong bộ phim vào năm 1996, Dafoe xuất hiện với tư cách là một thợ điện trong bộ phim truyền hình tiểu sử Basquiat . Tiếp theo, anh đóng vai một đặc nhiệm của Quân đoàn Tình báo Canada trong bộ phim chiến tranh lãng mạn Bệnh nhân người Anh , có sự tham gia của Ralph Fiennes trong vai nhà thám hiểm sa mạc Bá tước László Almásy. The English Patient được quay ở Tuscany, nơi Dafoe cho biết anh đặc biệt thích "những giây phút yên tĩnh trong tu viện giữa những chồi non". Trong bộ phim truyền hình Victory—Mà được quay vào năm 1994 và công chiếu ở châu Âu vào năm 1996, nhưng mãi đến năm 1998 mới được phát hành — Dafoe vào vai một người châu Âu sống trên một hòn đảo ở Đông Nam Á, người trở thành mục tiêu của sự cứu chuộc sau khi ngăn cản một phụ nữ, do Irène Jacob thủ vai, bị cưỡng hiếp. Năm 1997, Dafoe trở lại đóng một vai phản diện trong bộ phim kinh dị hành động Speed 2: Cruise Control, bày tỏ sự cần thiết của việc xuất hiện trong cả phim độc lập và phim bom tấn. Phim có sự tham gia của Sandra Bullock và Jason Patric trong vai một cặp đôi đi nghỉ trên du thuyền sang trọng đã bị chiếm đoạt bởi nhân vật của Dafoe, Geiger, một hacker đã lập trình cho con tàu đâm vào một tàu chở dầu. Speed 2 đã vấp phải những đánh giá tiêu cực từ các nhà phê bình, với bản thân Dafoe nhận được đề cử Giải Mâm xôi vàng cho Nam diễn viên phụ tệ nhất. Đối với bộ phim tiếp theo của anh ấy, Affliction (1997), Dafoe làm việc với Paul Schrader lần thứ hai, đóng vai anh trai của nhân vật Nick Nolte và là người kể chuyện của bộ phim. Cũng trong năm 1997, Dafoe đảm nhận vai trò lồng tiếng trong một tập của bộ phim hoạt hình sitcom The Simpsons có tựa đề "Cuộc chiến bí mật của Lisa Simpson", lồng tiếng cho chỉ huy của một học viện quân sự mà Bart và Lisa Simpson đang theo học.  Sau một vai phụ phản diện trong bộ phim thần bí lãng mạn Lulu on the Bridge, Dafoe đóng cùng Christopher Walken và Asia Argento trong bộ phim truyền hình về cyberpunk New Rose Hotel của Abel Ferrara năm 1998. Phim kể về X (Dafoe) và Fox (Walken), một cặp đột nhập công ty cố gắng thu hút một nhà khoa học Nhật Bản từ một siêu công tysang cái khác. Mặc dù bộ phim bị các nhà phê bình gạt bỏ phần lớn, nhà phê bình David Stratton nhận thấy có sự "đền bù" trong các màn trình diễn.
Năm 1999, Dafoe đã có một màn trình diễn phụ trong Existenz của David Cronenberg, một bộ phim kinh dị khoa học viễn tưởng, trong đó anh đóng vai một chủ trạm xăng tên là Gas. Cuối năm đó, Dafoe đóng vai chính trong bộ phim hành động The Boondock Saints. Anh vào vai một nhân viên FBI đồng tính, lập dị được giao nhiệm vụ điều tra hàng loạt vụ giết người do cặp song sinh MacManus (do Sean Patrick Flanery và Norman Reedus thủ vai), những người đang hành động cảnh giác ở Boston, Massachusetts sau một hành động tự vệ. Boondock Saints đã bị các nhà phê bình phim đón nhận một cách tiêu cực, phần lớn là do quá bạo lực và thiếu chiều sâu cảm xúc, mặc dù một số nhà phê bình khen ngợi vai diễn của Dafoe trong phim. Bộ phim đạt thành tích kém tại phòng vé, nhưng kể từ đó đã trở thành một bộ phim đình đám.

### Những năm 2000
Trong bộ phim đầu tiên của anh ấy vào những năm 2000, Dafoe đã được tham gia một vai phụ trong American Psycho (2000) với tư cách là một điều tra viên tư nhân điều tra vụ mất tích của một đồng nghiệp của Patrick Bateman (do Christian Bale thủ vai ), một chủ ngân hàng đầu tư, người dẫn đầu một cú đúp. cuộc sống như một kẻ giết người hàng loạt.  Bộ phim tiếp theo của anh năm 2000, phim truyền hình tội phạm Animal Factory của Steve Buscemi , đóng vai chính Dafoe, một kẻ lừa đảo cựu chiến binh bị giam giữ , người đã đưa một tù nhân trẻ tuổi (do Edward Furlong thủ vai ) dưới trướng của anh ta và giới thiệu anh ta với băng nhóm của mình. Phim được các nhà phê bình và Elvis Mitchell của The New York Times đón nhận tích cựcđã viết rằng "Dafoe đánh cắp bức tranh với thời điểm truyện tranh của mình". Shadow of the Vampire, bộ phim cuối cùng trong năm của anh, chứng kiến anh đóng vai một phiên bản hư cấu của nam diễn viên người Đức Max Schreck trong quá trình sản xuất bộ phim kinh dị Nosferatu năm 1922, trong đó Schreck đóng vai ma cà rồng Bá tước Orlok. Bạn diễn của Dafoe, John Malkovich đã vào vai đạo diễn của phim, FW Murnau . Bộ phim đi sâu vào tiểu thuyết khi trong quá trình Nosferatu sản xuất, dàn diễn viên và đoàn làm phim phát hiện ra rằng bản thân Schreck thực sự là một ma cà rồng. Phần lớn lời khen ngợi từ giới phê bình dành cho Dafoe; Roger Ebert đã viết rằng Dafoe "là hiện thân của Schreck của Nosferatu kỳ lạ đến mức khi những cảnh thực từ bộ phim kinh điển câm lặng được đưa vào khung hình, chúng tôi không nhận thấy sự khác biệt nào ".  Nhà phê bình Jonathan Rosenbaum của Chicago Reader cho rằng" chất lượng duy nhất có thể đổi lại "của bộ phim là của Dafoe" một cách thú vị quá- màn trình diễn đỉnh cao, mãn nhãn ".  Dafoe nhận được nhiều giải thưởng và đề cử cho màn trình diễn của mình, bao gồm cả giải Oscar thứ hai cho đề cử Nam diễn viên phụ xuất sắc nhất .
Dafoe đảm nhận hai vai chính trong năm 2001, cả hai đều là linh mục. Trong bộ phim truyền hình Pavilion of Women, anh đóng vai một linh mục người Mỹ sống ở Trung Quốc, yêu một phụ nữ đã có gia đình địa phương (do biên kịch Luo Yan thủ vai ) khi cho con trai cô theo học phương Tây. Sau đó, anh đóng vai chính cùng Haley Joel Osment trong Edges of the Lord, đóng vai một linh mục giàu lòng nhân ái giúp đỡ một cậu bé Do Thái giả dạng là một người Công giáo để bảo vệ cậu trong thời kỳ Đức Quốc xã chiếm đóng Ba Lan. Dafoe đóng vai siêu ác nhân Green Goblin trong bộ phim siêu anh hùng năm 2002 Spider-Man của Sam Raimi, với sự tham gia của Tobey Maguire trong vai siêu anh hùng nổi tiếng cùng tên của Marvel Comics. Dafoe đóng vai Norman Osborn hóa thân của Green Goblin, tỷ phú sáng lập và chủ sở hữu tập đoàn Oscorp, trở thành Green Goblin sau khi thử nghiệm một loại thuốc tăng cường sức mạnh không ổn định trên bản thân, khiến ông ta trở nên mất trí và khiến ông ta trở nên cực kỳ mạnh mẽ. Osborn là một người bạn trong gia đình về danh tính bí mật của Người Nhện Peter Parker là con trai của Osborn, Harry Osborn (do James Franco thủ vai), là bạn thân của Peter. Vai diễn này yêu cầu Dafoe phải mặc một bộ trang phục khó chịu và đeo mặt nạ khiến không thể biểu hiện cảm xúc bằng khuôn mặt, hạn chế Dafoe truyền tải cảm xúc qua giọng nói và chuyển động của đầu. Dafoe cũng phải đeo răng giả cho vai Norman trong khi ảo giác của nhân vật có Dafoe trong răng tự nhiên của anh ta. Vai diễn của Dafoe trong phim nói chung được đón nhận nồng nhiệt, bao gồm một nhà phê bình của tờ New York Daily News, người cảm thấy anh ấy đã đặt "nỗi sợ hãi vào người" và Peter Bradshaw của The Guardian, người coi anh ấy là "sự ủng hộ mạnh mẽ".  Ngược lại, nhà phê bình AO Scott viết rằng màn trình diễn của anh ấy là "tẻ nhạt và đã qua sử dụng".

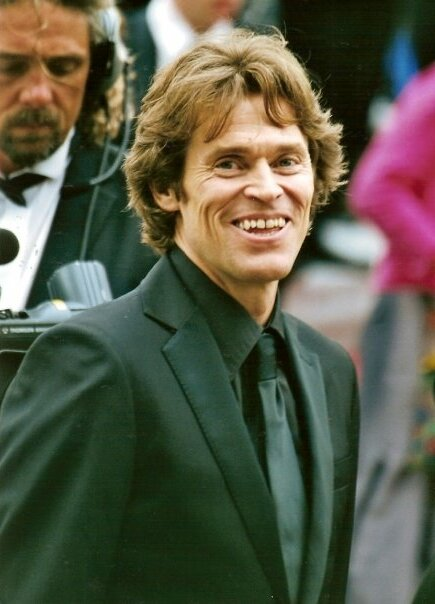
Dafoe tại Liên hoan phim Cannes 2005.

Sau đó vào năm 2002, Dafoe đóng cùng Greg Kinnear trong bộ phim tiểu sử của Paul Schrader Auto Focus , lần hợp tác thứ ba của Dafoe với Schrader. Dafoe đóng vai John Henry Carpenter, một chuyên gia điện tử phát triển một tình bạn kỳ lạ với nam diễn viên Bob Crane, dẫn Crane vào một vòng xoáy đi xuống. Dafoe lồng tiếng cho bộ phim hoạt hình máy tính của Pixar Finding Nemo vào năm 2003. Dafoe lồng tiếng cho Gill, một chú cá thần tượng ngu ngốc đã giúp Nemo, một chú cá hề, trong cuộc đấu tranh tìm cha mẹ của mình. Trong cùng năm, Dafoe xuất hiện với một vai trò nhỏ nhưng quan trọng là một trùm ma túy kingpin lập kế hoạch đảo chính chống lại Tổng thống Mexico trong bộ phim hành động Once Upon a Time in Mexico của Robert Rodriguez. Bí ẩn giết người The Reckoning là bộ phim cuối cùng của Dafoe năm 2003, trong đó anh đóng cùng Paul Bettany. Bối cảnh phim diễn ra vào thời Trung Cổ và chứng kiến Dafoe đóng vai người lãnh đạo đoàn diễn tái hiện các sự kiện xung quanh một người phụ nữ bị buộc tội là phù thủy và giết người, người mà họ tin là vô tội.  Dafoe cho mượn giọng nói và sự giống hệt của anh ấy trong trò chơi điện tử James Bond James Bond 007: Everything or Nothing(2004) trong vai nhân vật phản diện Nikolai Diavolo .
Năm sau, Dafoe đảm nhận một vai phản diện khác trong The Clearing, mặc dù với cách tiếp cận thông cảm hơn. Dafoe đóng vai một người đàn ông bắt cóc ông chủ cũ của mình (do Robert Redford thủ vai) để đổi lấy tiền chuộc. Bộ phim nhận được nhiều đánh giá trái chiều, mặc dù Peter Travers cảm thấy rằng anh ấy đã thêm một lưu ý về "tính dễ bị tổn thương đối với mối đe dọa mà anh ấy đã tạo ra trong giao dịch". Dafoe diễn lại vai Norman Osborn trong Spider-Man 2 (2004), xuất hiện với con trai Harry trong một ảo giác. Vai khách mời được Dafoe gợi ý, so sánh nó với hồn ma của cha của Hamlet đến thăm con trai mình để yêu cầu anh ta trả thù cho cái chết của mình. Dafoe xuất hiện tiếp theo trong bộ phim hài kịch The Life Aquatic with Steve Zissou (2004), bộ phim đầu tiên trong ba bộ phim của anh với đạo diễn Wes Anderson. Anh vào vai người bạn đời đầu tiên "vui tính vui nhộn" người Đứccủa một tàu nghiên cứu thuộc sở hữu của nhân vật chính cùng tên, do Bill Murray thủ vai. Dafoe sau đó có một vai nhỏ là biên tập viên tạp chí lá cải trong Martin Scorsese's The Aviator (2004), một bộ phim tiểu sử về Howard Hughes với sự tham gia của Leonardo DiCaprio. Cũng trong năm 2004, Dafoe thuật lại bộ phim tài liệu Final Cut: The Making and Unmaking of Heaven's Gate, ghi lại quá trình sản xuất Heaven's Gate và đồng đóng vai một bác sĩ thần kinh trong bộ phim kinh dị phát trực tiếp Control (2004) cùng với Ray Liotta và Michelle Rodriguez. Dafoe đồng đóng vai chính trong XXX: State of the Union (2005), phần tiếp theo của phim hành động với sự tham gia của Ice Cube, trong đó Dafoe đóng vai Bộ trưởng Quốc phòng Hoa Kỳ đang âm mưu một cuộc đảo chính chống lại Tổng thống Hoa Kỳ. Phần lớn các nhà phê bình chỉ trích, mặc dù Dafoe nói rằng anh không hối hận khi xuất hiện trong phim.
Với bộ phim truyền hình tiên phong Manderlay năm 2005, Dafoe bắt đầu hợp tác diễn viên - đạo diễn khác, lần này là với nhà làm phim Đan Mạch Lars von Trier . Dafoe đóng vai chính trong phim trong vai cha của nhân vật Bryce Dallas Howard, một người phụ nữ phát hiện ra một đồn điền vẫn phát triển mạnh mẽ như thể chế độ nô lệ chưa bao giờ bị xóa bỏ. Cùng với vợ Giada Colagrande, Dafoe đồng sáng tác và đóng vai chính trong Before It Had a Name (2005), do Colagrande làm đạo diễn. Dafoe đóng vai người trông coi một ngôi nhà được thừa kế bởi người tình của chủ nhân đã qua đời của nó, tham gia vào một mối quan hệ tình ái với cô ấy. Bộ phim đã được đánh giá cao bởi một Nhiều người đánh giá là một "câu chuyện về ngôi nhà ma ám có nhiều cảnh quan hệ tình dục ngớ ngẩn" và "sự bối rối". Lần xuất hiện thứ tư và cũng là bộ phim cuối cùng của anh trong năm 2005 là bộ phim kinh dị tội phạm Ripley Under Ground , trong đó anh đóng vai người phụ trách bảo tàng. Dafoe có một vai phụ trong bộ phim kinh dị tội phạm Inside Man năm 2006 của Spike Lee, đóng vai một đội trưởng kỳ cựu của Đơn vị Dịch vụ Khẩn cấp NYPD giúp thương lượng con tin trong một vụ cướp ngân hàng ở Phố Wall. Dafoe cùng đóng vai Chánh văn phòng Nhà Trắng trong American Dreamz , một bộ phim hài châm biếm cả haigiải trí phổ biến và chính trị Hoa Kỳ. Nhân vật của anh được nhà văn Caryn James của The Times miêu tả là "phiên bản nhỏ bé của Dick Cheney , với kính gọng và mái tóc trắng". Anh đóng vai chính với Juliette Binoche trong một bộ phim ngắn của đạo diễn Nobuhiro Suwa như một phần của bộ phim tuyển tập năm 2006 Paris, je t'aime.

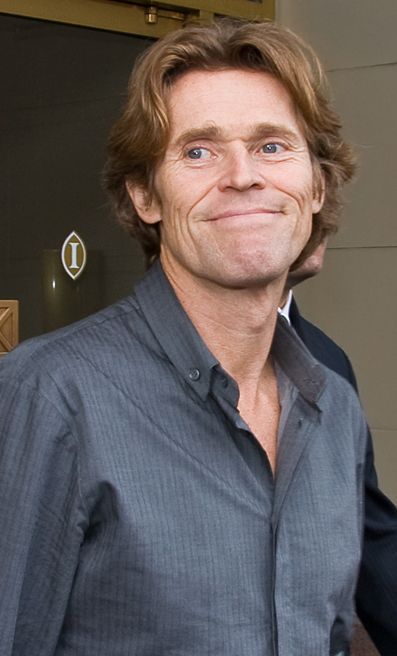
Dafoe tại Liên hoan phim Quốc tế Toronto 2009.

Năm 2007, Dafoe đóng vai đạo diễn phim Carson Clay trong bộ phim hài Mr Bean's Holiday của Anh, với sự tham gia của Rowan Atkinson trong vai Ngài Bean. The Hollywood Reporter nghĩ rằng Dafoe dường như nghĩ rằng anh ấy đang "diễn kịch câm", trong khi một nhà phê bình của New York Times cảm thấy anh ấy "gây cười" trong vai diễn này. Dafoe đóng vai chủ sở hữu một câu lạc bộ thoát y trong Go Go Tales của Abel Ferrara (2007); Manohla Dargis đã khen ngợi "diễn xuất đầy cảm xúc và đáng cảm thông" của anh ấy trong phim. Cùng năm, Dafoe lồng tiếng cho nhân vật phản diện chính, một phù thủy độc ác, trong bản lồng tiếng Anh của bộ phim giả tưởng hoạt hình Nhật Bản Tales from Earthsea, có một vai phụ là Thượng nghị sĩ Hoa Kỳ trong bộ phim truyền hình The Walker, lần hợp tác thứ tư của anh với Paul Schrader, và đảm nhận vai chính trong bộ phim kinh dị tâm lý Anamorph, trong đó Dafoe đóng vai một thám tử nhận thấy vụ án mà anh ta đang điều tra có những điểm tương đồng với vụ án trước đó của anh ta. Anh cũng thể hiện lại vai diễn Norman Osborn của mình trong Spider-Man 3 (2007) trong một vai khách mời ngắn ngủi. Dafoe đóng vai chính vớiRyan Reynolds, Julia Roberts và Emily Watson trong bộ phim truyền hình Firefly in the Garden, công chiếu tại Berlinale năm 2008 nhưng không được công chiếu cho đến năm 2011. Dafoe vào vai một giáo sư người Anh lạnh lùng, độc đoán có mối quan hệ căng thẳng với gia đình. Bộ phim nhận được hầu hết các đánh giá tiêu cực, mặc dù các màn trình diễn nhìn chung được khen ngợi. Roger Ebert cho rằng Dafoe "đáng sợ" trong vai này, trong khi Manohla Dargis cảm thấy anh và Roberts "kết hợp một cách vụng về" trong vai một cặp vợ chồng. Dafoe đóng chung với vai sĩ quan Đức Quốc xã SS trong Adam Resurving của Paul Schrader (2008), có sự tham gia của Jeff Goldblum trong vai một thực tập sinh trại tập trung. Trong lần ra mắt cuối cùng vào năm 2008, Dafoe đóng vai chính trong bộ phim truyền hình Hy Lạp The Dust of Time với tư cách là một đạo diễn phim người Mỹ gốc Hy Lạp, thực hiện một bộ phim về cuộc đời của mẹ anh (do Irène Jacob thủ vai). Nhà phê bình Peter Brunette cảm thấy diễn xuất của dàn diễn viên, đặc biệt là Dafoe, không thuyết phục.
Dafoe xuất hiện trong bảy bộ phim vào năm 2009, bộ phim đầu tiên là trong bộ phim thử nghiệm Antichrist của Lars von Trier . Dafoe và Charlotte Gainsbourg đã đóng vai một cặp vợ chồng có mối quan hệ ngày càng trở nên bạo lực và bạo dâm sau khi rút lui vào một căn nhà gỗ trong rừng sau cái chết của đứa con của họ. Bộ phim đã nhận được phản ứng phân cực từ các nhà phê bình và khán giả,  nhận được cả tràng pháo tay và tiếng la ó tại Liên hoan phim Cannes và được gọi là "bộ phim gây sốc nhất" được chiếu tại liên hoan vì những cảnh sex đồ họa của nó.  Roger Ebert khen ngợi màn trình diễn của Dafoe và Gainsbourg là "anh hùng và không sợ hãi". Trong một cuộc phỏng vấn với Tạp chí L , Dafoe đã tiết lộ rằng Dafoe đã đứng trong những cảnh mà dương vật của nhân vật của anh ấy trên màn ảnh vì dương vật của anh ấy quá lớn.  Dafoe tiếp theo có một vai nhỏ trong bộ phim kinh dị Pháp Farewell với tư cách là Giám đốc Cục Tình báo Trung ương và đóng chung với Michael Shannon trong My Son, My Son, What Have Ye Done của Werner Herzog ? , trong đó anh đóng vai một thám tử cố gắng tìm ra lý do tại sao một người đàn ông gặp rắc rối lại giết mẹ ruột của mình.  Dafoe vào vai một cựu ma cà rồng có phương pháp chữa trị có thể cứu loài người trong bộ phim kinh dị khoa học viễn tưởng Daybreakers, có sự tham gia của Ethan Hawke trong vai một nhà huyết học ma cà rồng . Richard Corliss của tạp chí Time đã viết rằng Dafoe "chiến thắng một số cuộc đối thoại khủng khiếp bằng cách cho vai diễn này sự kỳ lạ đến kinh khủng của anh ấy".  Dafoe đã tham gia lồng tiếng trong bộ phim hoạt hình stop-motion Fantastic Mr. Fox của Wes Anderson với sự tham gia của George Clooney trong vai nhân vật Roald Dahl . Nhà phê bình David Edelstein của Fresh Air cảm thấy Dafoe là một trong những điểm sáng của bộ phim với tư cách là một "nhân viên bảo vệ chuột hung hãn, cầm dao".  Dafoe tái hiện vai diễn của mình từ The Boondock Saintstrong The Boondock Saints II: All Saints Day , xuất hiện một đoạn ngắn.  Lần xuất hiện cuối cùng trong năm của anh là trong Cirque du Freak: The Vampire's Assistant , một bộ phim khác xoay quanh ma cà rồng, trong đó Dafoe đóng vai ma cà rồng điên rồ Gavner Purl .  Từ tháng 10 đến tháng 12 năm 2009, Dafoe xuất hiện trong vở kịch siêu thực Idiot Savant của Richard Foreman tại The Public Theater .

### Những năm 2010

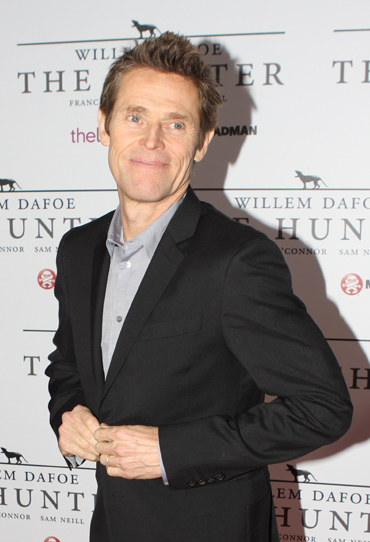
Dafoe tại buổi ra mắt The Hunter vào năm 2011.

Dafoe xuất hiện trong hai bộ phim công chiếu tại Liên hoan phim Quốc tế Venice năm 2010,  xuất hiện chớp nhoáng trong bộ phim kinh dị chính trị Miral của Julian Schnabel, mà một số nhà phê bình cho rằng đã gây mất tập trung. A Woman của vợ Giada Colagrande. Cũng trong năm 2010, Dafoe bắt đầu lồng tiếng cho Clarence, linh vật gấu Bắc Cực Birds Eye trong quảng cáo truyền hình của công ty ở Vương quốc Anh, và tường thuật Into the Deep: America, Whaling & the World, 1 bộ phim tài liệu về lịch sử ngành săn bắt cá voi ở Hoa Kỳ của Ric Burns.
Hai vai chính đầu tiên của Dafoe trong năm 2011 là trong bộ phim truyền hình về ngày tận thế 4:44 Last Day on Earth của Abel Ferrara, bộ phim thứ ba của anh với Ferrara. Anh ấy đóng vai một diễn viên dành những giờ cuối cùng của mình trên Trái đất trước khi tận thế cùng với người tình trẻ hơn nhiều tuổi của mình (do Shanyn Leigh thủ vai). Bộ phim đã nhận được phản ứng tồi tệ của các nhà phê bình, với một nhà phê bình cho Paste nói rằng "chỉ có quá nhiều chiều sâu [Dafoe] có thể mang lại cho một nhân vật nông cạn như vậy". Dafoe sau đó đóng vai chính trong bộ phim truyền hình Úc The Hunter, đóng vai một thợ săn chuyên nghiệp đến Tasmania để săn tìm thylacine duy nhất còn sót lại trên thế giới. Nhà phê bình Stephen Holdentrong bài đánh giá của anh ấy về bộ phim, "Ngay cả trong" những vai nam nhi khó khăn nhất ... [Dafoe] vẫn giữ được một chút ngọt ngào và dễ bị tổn thương giống như Đấng Christ ". Năm 2011, Dafoe bắt đầu thuật lại một loạt quảng cáo truyền hình cho công ty sữa chua Hy Lạp Fage và đóng vai chính trong một quảng cáo của Jim Beam có tựa đề "Bold Choices".  Dafoe đóng vai chính cùng với Marina Abramović và Gretchen Mol trong vở kịch Cuộc sống và cái chết của Marina Abramović , được công chiếu lúc The Lowry năm 2011. Dafoe đóng vai thủ lĩnh người Sao Hỏa Tars Tarkastrong bộ phim John Carter (2012) của Disney, sử dụng tính năng chụp chuyển động để khắc họa nhân vật đa chi.  Bộ phim là một thất bại phòng vé và được xếp vào hàng những quả bom phòng vé lớn nhất mọi thời đại. Cuối năm 2012, Dafoe đóng chung trong bộ phim kinh dị tội phạm kinh phí thấp Tomorrow You're Gone với Stephen Dorff và Michelle Monaghan.
Năm 2013, Dafoe đóng vai cảnh sát trong bộ phim kinh dị siêu nhiên Odd Thomas, với sự tham gia của Anton Yelchin trong vai nhân vật chính sở hữu sức mạnh siêu nhiên có thể nhìn thấy người chết. Sử dụng công nghệ diễn xuất bắt chuyển động, Dafoe đóng vai chính cùng với Elliot Page trong trò chơi điện tử Beyond: Two Souls (2013) của David Cage trong vai một nhà nghiên cứu hoạt động huyền bí, người đóng vai trò là nhân vật thay thế cho một cô gái sở hữu sức mạnh siêu nhiên. Những người đánh giá trò chơi phân cực, mặc dù màn trình diễn của Dafoe và Page được khen ngợi rộng rãi.  TrongScott Cooper 's Out of the Furnace (2013), với sự tham gia của Christian Bale, Dafoe đóng vai phụ của một nhà cái điều hành một hoạt động cờ bạc bất hợp pháp. Nymphomaniac gồm hai phần của Lars von Trier, bộ phim thứ ba và cũng là bộ phim cuối cùng của anh phát hành năm 2013. Trong phim, Dafoe vào vai một doanh nhân đồi bại, người thuê nhân vật của Charlotte Gainsbourg để làm công việc đòi nợ bằng cách sử dụng tình dục và chứng buồn bã. Cũng trong năm 2013, Dafoe đóng vai ác quỷ trong một quảng cáo Super Bowl của Mercedes-Benz và đóng vai chính trong ba bộ phim sinh viên ngắn như một phần của cuộc thi do Jameson Irish Whisky tài trợ. Năm 2014, Dafoe đóng vai một chủ ngân hàng tư nhân giàu có có mối liên hệ với mafia Nga, đối diện với Philip Seymour Hoffman trong phim kinh dị về gián điệp A Most Wanted Man của Anton Corbijn. Dafoe làm việc với Wes Anderson lần thứ ba với bộ phim hài The Grand Budapest Hotel (cũng 2014), có vai tay sai của nhân vật Adrien Brody cùng với dàn diễn viên do Ralph Fiennes dẫn đầu. Dafoe tiếp theo đóng vai chính cùng với Matt Dillon trong vai thám tử trong bộ phim kinh dị tội phạm Bad Country, bộ phim bị nhà phê bình Justin Chang cho là "được xây dựng một cách nhạt nhẽo".

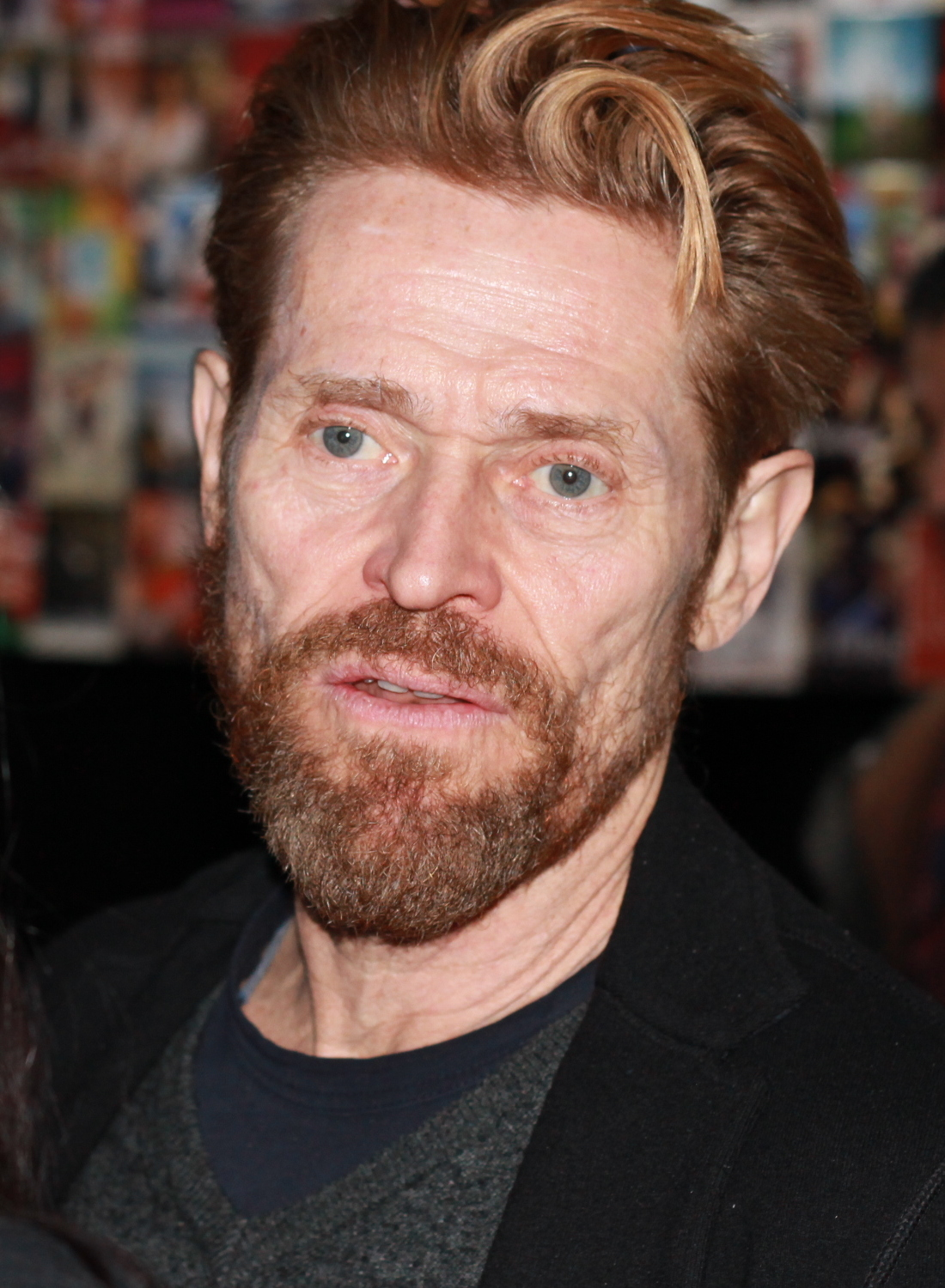
Dafoe tại Liên hoan phim Lisbon & Estoril 2017.

Vào tháng 5 năm 2014, Dafoe là thành viên ban giám khảo cuộc thi chính tại Liên hoan phim Cannes 2014. Tiếp theo, anh tham gia một vai phụ là một tác giả nghiện rượu, tinh thần xấu tính, người được một cặp bệnh nhân ung thư, do Shailene Woodley và Ansel Elgort thủ vai, đến thăm trong bộ phim lãng mạn The Fault in Our Stars. Dafoe một lần nữa hợp tác với Ferrara trong bộ phim truyền hình Pasolini, trong đó anh đóng vai nhà làm phim người Ý Pier Paolo Pasolinitrong những ngày cuối cùng trước khi bị giết vào năm 1975. Nhà phê bình phim Peter Bradshaw đã lưu ý đến sự tương đồng về thể chất giữa Dafoe và Pasolini, mặc dù cảm thấy Dafoe có quá ít thời lượng xuất hiện trong phim.  Bộ phim cuối cùng của anh trong năm 2014 là phim kinh dị hành động John Wick với sự tham gia của Keanu Reeves , trong đó Dafoe xuất hiện với tư cách là người cố vấn cho nhân vật chính, một cựu sát thủ buộc phải nghỉ hưu để trả thù cho việc giết con chó con của mình.  Dafoe nói rằng ông nhận thấy việc sử dụng súng fu trận tạo ra một sự kết hợp hành động thú vị, nói rằng "bạn có duyên với võ thuật, nhưng sau đó là tiếng nổ của súng". Diễn xuất của anh ấy trong phim nhìn chung đã được các nhà phê bình đón nhận nồng nhiệt, bao gồm cả Peter Travers, những người cảm thấy anh ấy đã cung cấp "khoản thù lao dồi dào". Dafoe xuất hiện khách mời thứ hai trong bộ phim hoạt hình sitcom The Simpsons vào tháng 11 năm 2014, lồng tiếng cho một giáo viên mới bắt nạt Bart Simpson. Dafoe đóng vai chính trong bộ phim cuối cùng My Hindu Friend (2015) của đạo diễn người Brazil Héctor Babenco với tư cách là một đạo diễn phim cận kề cái chết kết bạn với một cậu bé 8 tuổi theo đạo Hindu khi đang nằm viện.
Phim hài đen Dog Eat Dog (2016), bộ phim thứ sáu của Dafoe với Paul Schrader, với sự tham gia của Dafoe và Nicolas Cage trong vai một cặp cựu tội phạm được thuê để bắt cóc một em bé.  Trong cùng năm, Dafoe tái diễn vai lồng tiếng của mình với vai Gill, một chú cá thần tượng của người Moorish, từ Finding Nemo trong phần tiếp theo của nó là Finding Dory. Tiếp theo, anh đóng vai ông chủ của nhân vật Gerard Butler trong bộ phim truyền hình A Family Man và đóng vai chính trong bộ phim khoa học viễn tưởng cổ điển Sculpt của Loris Gréaud, bộ phim chỉ được chiếu tại Bảo tàng Nghệ thuật Hạt Los Angeles cho một người tại một thời gian. Bộ phim cuối cùng trong năm của anh là bộ phim quái vật The Great Wall, một bộ phim hợp tác giữa người Mỹ và Trung Quốc do Trương Nghệ Mưu đạo diễn với sự tham gia của Matt Damon trong vai một lính đánh thuê châu Âu ở Trung Quốc bảo vệ Vạn Lý Trường Thành khỏi một đám quái vật, trong mà Dafoe đóng vai một nhà thám hiểm cũ làm giáo viên ở Trung Quốc. Cũng trong năm 2016, Dafoe xuất hiện trong một quảng cáo Super Bowl khác, lần này là cho Snickers, tái hiện cảnh mặc váy trắng mang tính biểu tượng của Marilyn Monroe trong bộ phim The Seven Year Itch.

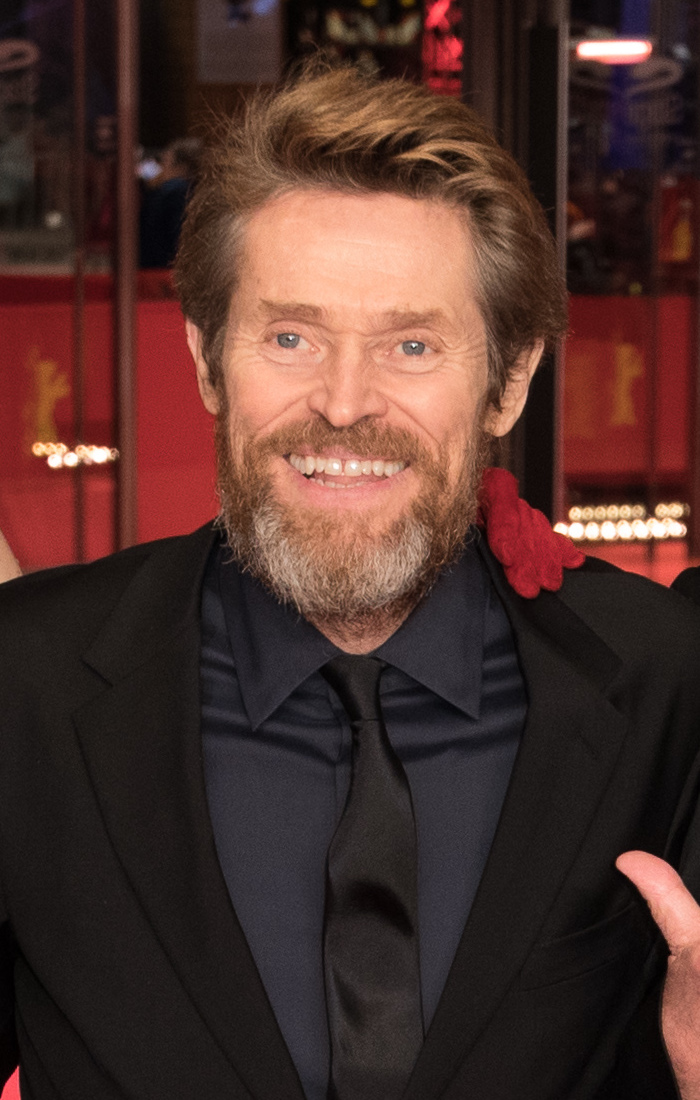
Dafoe tại Liên hoan phim Quốc tế Berlin 2018.

Năm 2017, Dafoe đóng vai chính trong bộ phim truyền hình The Florida Project của Sean Baker trong vai người quản lý một nhà nghỉ ở Kissimmee, Florida , người có một người mẹ độc hại và cô con gái sáu tuổi. Bộ phim và màn trình diễn của anh ấy đã nhận được sự hoan nghênh nhiệt liệt của giới phê bình, với nhà phê bình Ann Hornaday của tờ The Washington Post viết rằng "Dafoe đã thể hiện màn trình diễn tuyệt vời nhất của anh ấy trong ký ức gần đây, mang đến một cuộc sống bình lặng, bất bình đẳng, một nhân vật mang đến tia hy vọng và sự quan tâm trong một thế giới ngắn ngủi rõ rệt Cả Hai".  Dafoe giành được Giải Oscar thứ ba cho đề cử Nam diễn viên phụ xuất sắc nhất , cũng như các đề cử tại Giải Quả cầu vàng , SAG Awards, và Giải thưởng BAFTA .  Vào năm 2017, Dafoe cũng đóng và lồng tiếng cho nhân vật Ryuk , một quỷ thần chết trong thần thoại Nhật Bản, trong Death Note của Netflix, và chuyển thể từ manga kinh dị siêu nhiên cùng tên của Nhật Bản. Sau đó, anh thuật lại bộ phim tài liệu của nhà tài liệu người Úc Jennifer Peedom 's Mountain .  Cũng trong năm đó, anh đóng vai chính Gerhard Hardman trong bộ phim chuyển thể từ tiểu thuyết trinh thám Murder on the Orient Express của Agatha Christie , do Kenneth Branagh đạo diễn và đóng vai chính ; và đóng vai nhà khoa học người Atlantean Nuidis Vulko trong một vai bị xóa trong Justice League của Zack Snyder .  Sau đó, anh đóng vai Nuidis Vulko trong một vai chính trong bộ phim Aquaman năm 2018 của James Wan . Cùng năm đó, Dafoe đóng vai Vincent van Gogh trong bộ phim tiểu sử At Eternity's Gate, bộ phim mà anh đã nhận được Cúp Volpi cho Nam diễn viên chính xuất sắc nhất và Giải Oscar cho đề cử Nam diễn viên chính xuất sắc nhất trong số các giải thưởng và danh hiệu khác. Màn trình diễn của anh ấy đã thu hút sự khen ngợi từ các nhà phê bình phim. Peter Keough của Boston GlobeDafoe cho biết "có thể là diễn viên xuất sắc nhất trong việc thể hiện đời sống nội tâm ở những khía cạnh cực đoan."
Năm 2019, anh có một vai phụ trong bộ phim tội phạm thời kỳ Motherless Brooklyn của Edward Norton, nơi anh đóng vai người anh trai "bị đánh đập và tan nát" của nhà phát triển mạnh mẽ Moses Randolph. Cùng năm, anh vào vai một người canh giữ ngọn hải đăng trên một hòn đảo bị bão quét qua trong tác phẩm kinh dị tâm lý The Lighthouse của Robert Eggers đối diện Robert Pattinson. Nó đã được ra mắt thế giới tại Liên hoan phim Cannes, nơi bộ phim và diễn xuất của Dafoe nhận được nhiều lời khen ngợi. Owen Gleiberman của Variety nói "Cả hai diễn viên đều giật gân (và họ làm việc cùng nhau như một), nhưng xét về khả năng phô trương tuyệt đối thì đó là phim của Dafoe." Dafoe miêu tả người chăn nuôi, huấn luyện và huấn luyện chó kéo xe trượt tuyết Leonhard Seppala ở Togo.

### Những năm 2020
Dafoe xuất hiện trong bộ phim hài thời kỳ quần chúng của Wes Anderson The French Dispatch và bộ phim kinh dị tâm lý mới Nightmare Alley của Guillermo del Toro , đều được phát hành vào năm 2021 và bộ phim kinh dị lịch sử The Northman của Robert Eggers , ấn định ngày phát hành năm 2022 . Tất cả các dự án đã đẩy ngày phát hành do đại dịch COVID-19 .
Năm 2020, The New York Times xếp anh ấy ở vị trí thứ 18 trong danh sách 25 diễn viên vĩ đại nhất thế kỷ 21.
Vào tháng 2 năm 2021, có thông báo rằng Dafoe sẽ đóng chung với Emma Stone và Mark Ruffalo trong bộ phim Poor Things của Yorgos Lanthimos .
Dafoe đóng lại vai Green Goblin từ bộ ba Spider-Man của Sam Raimi trong bộ phim thuộc Vũ trụ Điện ảnh Marvel Spider-Man: No Way Home, phát hành vào ngày 17 tháng 12 năm 2021. Để tránh việc vai diễn của mình trong phim bị lộ sớm, Dafoe đã mặc áo choàng trên phim trường để che giấu sự xuất hiện của mình khỏi bị lộ ra ngoài công khai. Ngôi sao của bộ phim, Tom Holland, nói rằng anh đã rất sợ hãi sau khi tình cờ đụng độ Dafoe vào một ngày trên phim trường và sau đó anh mới biết được vai diễn của mình trong phim. Ngoài ra, giống như Alfred Molina (người đóng vai Otto Octavius / Tiến sỹ Bạch tuộc trong phim), Dafoe đã bị già đi về mặt kỹ thuật số cho bản thân năm 2002 của nhân vật.
Vào ngày 18 tháng 1 năm 2022, có thông báo rằng Dafoe sẽ dẫn chương trình Saturday Night Live vào ngày 29 tháng 1 năm 2022, với ca sĩ khách mời là ca sĩ nhạc kịch Katy Perry.

## Cuộc sống cá nhân

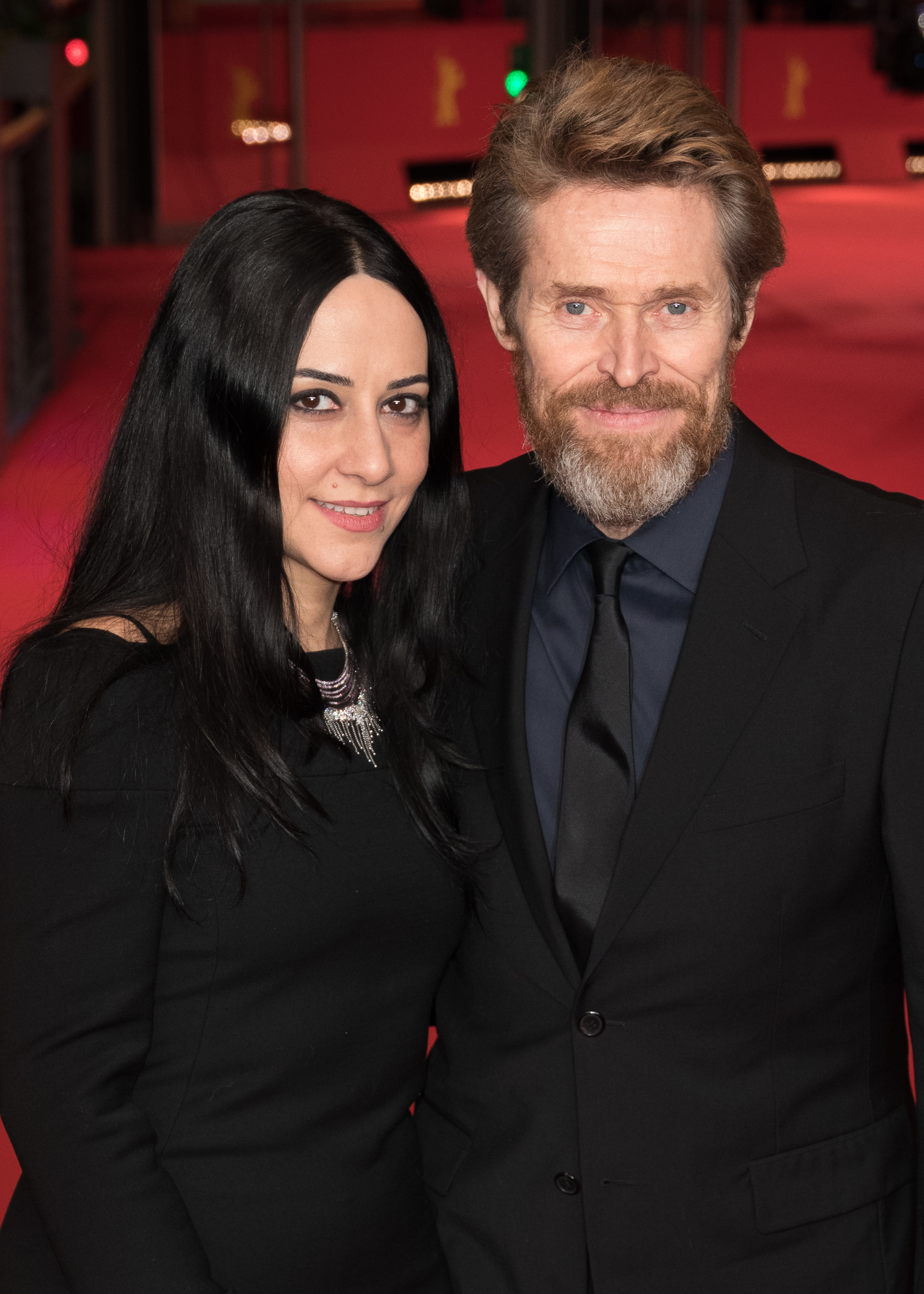
Dafoe và vợ, Giada Colagrande, tại Liên hoan phim Quốc tế Berlin 2018.

Năm 1977, Dafoe bắt đầu mối quan hệ với đạo diễn Elizabeth LeCompte. Con trai của họ, Jack, sinh năm 1982. Họ ly thân vào năm 2004 và chưa bao giờ kết hôn vì "đối với cô ấy, hôn nhân đại diện cho quyền sở hữu".
Dafoe kết hôn với nữ diễn viên, đạo diễn và nhà biên kịch người Ý Giada Colagrande vào ngày 25 tháng 3 năm 2005, một năm sau khi hai người gặp nhau tại Rome trong buổi ra mắt một trong những bộ phim của cô. Dafoe nói vào năm 2010, "Chúng tôi đang ăn trưa và tôi nói: 'Cô có muốn kết hôn vào ngày mai không?'" Họ đã làm như vậy vào chiều hôm sau tại một buổi lễ nhỏ với hai người bạn làm nhân chứng. Cặp đôi đã làm việc cùng nhau trong các bộ phim Before It Had a Name và A Woman của cô. Họ phân chia thời gian của họ giữa Rome, Thành phố New York và Los Angeles. Hiện ông mang hai quốc tịch Mỹ và Ý.
Dafoe là một người theo chủ nghĩa ăn chay nhưng có hải sản và tránh ăn thịt, vì tin rằng "các trang trại động vật là một trong những nguyên nhân chính dẫn đến sự hủy diệt của hành tinh". Ông ấy tập ashtanga yoga mỗi ngày.

## Danh sách phim

### Điện ảnh
| Năm  | Phim                                                | Vai diễn                                 | Đạo diễn                         | Ghi chú                                                                        |
| ---- | --------------------------------------------------- | ---------------------------------------- | -------------------------------- | ------------------------------------------------------------------------------ |
| 1980 | Heaven's Gate                                       | Willy                                    | Michael Cimino                   | Uncredited                                                                     |
| 1982 | The Loveless                                        | Vance                                    | Kathryn Bigelow Monty Montgomery |                                                                                |
| 1983 | The Hunger                                          | Youth In Phone Booth                     | Tony Scott                       |                                                                                |
| 1984 | New York Nights                                     | Punk Boyfriend                           | Simon Nuchtern                   |                                                                                |
| 1984 | Streets of Fire                                     | Raven Shaddock                           | Walter Hill                      |                                                                                |
| 1985 | Roadhouse 66                                        | Johnny Harte                             | John Mark Robinson               |                                                                                |
| 1985 | To Live and Die in L.A.                             | Eric 'Rick' Masters                      | William Friedkin                 |                                                                                |
| 1986 | Platoon                                             | Sergeant Elias Gordon                    | Oliver Stone                     |                                                                                |
| 1987 | Dear America: Letters Home from Vietnam             | Elephant Grass                           | Bill Couturié                    | Voice Documentary                                                              |
| 1988 | Off Limits                                          | Buck McGriff                             | Christopher Crowe                |                                                                                |
| 1988 | The Last Temptation of Christ                       | Jesus of Nazareth                        | Martin Scorsese                  |                                                                                |
| 1988 | Mississippi Burning                                 | Đặc vụ FBI Alan Ward                     | Alan Parker                      |                                                                                |
| 1989 | Triumph of the Spirit                               | Salamo Arouch                            | Robert M. Young                  |                                                                                |
| 1989 | Born on the Fourth of July                          | Charlie                                  | Oliver Stone                     |                                                                                |
| 1990 | Cry-Baby                                            | Hateful Guard                            | John Waters                      | Cameo                                                                          |
| 1990 | Wild at Heart                                       | Bobby Peru                               | David Lynch                      |                                                                                |
| 1991 | Flight of the Intruder                              | Lieutenant Commander Virgil 'Tiger' Cole | John Milius                      |                                                                                |
| 1992 | Light Sleeper                                       | John LeTour                              | Paul Schrader                    |                                                                                |
| 1992 | White Sands                                         | Deputy Sheriff Ray Dolezal               | Roger Donaldson                  |                                                                                |
| 1993 | Body of Evidence                                    | Frank Dulaney                            | Uli Edel                         |                                                                                |
| 1993 | Faraway, So Close!                                  | Emit Flesti                              | Wim Wenders                      |                                                                                |
| 1994 | Tom & Viv                                           | T. S. Eliot                              | Brian Gilbert                    |                                                                                |
| 1994 | Clear and Present Danger                            | CIA Agent John Clark                     | Phillip Noyce                    |                                                                                |
| 1995 | The Night and the Moment                            | The Writer                               | Anna Maria Tatò                  |                                                                                |
| 1996 | Victory                                             | Axel Heyst                               | Mark Peploe                      |                                                                                |
| 1996 | Basquiat                                            | The Electrician                          | Julian Schnabel                  | Cameo                                                                          |
| 1996 | The English Patient                                 | David Caravaggio                         | Anthony Minghella                |                                                                                |
| 1997 | Speed 2: Cruise Control                             | John Geiger                              | Jan de Bont                      |                                                                                |
| 1997 | Affliction                                          | Rolfe Whitehouse                         | Paul Schrader                    |                                                                                |
| 1998 | Lulu on the Bridge                                  | Dr. Van Horn                             | Paul Auster                      |                                                                                |
| 1998 | New Rose Hotel                                      | X                                        | Abel Ferrara                     |                                                                                |
| 1999 | Existenz                                            | Gas                                      | David Cronenberg                 |                                                                                |
| 1999 | The Boondock Saints                                 | FBI Special Agent Paul Smecker           | Troy Duffy                       |                                                                                |
| 2000 | American Psycho                                     | Donald Kimball                           | Mary Harron                      |                                                                                |
| 2000 | Animal Factory                                      | Earl Copen                               | Steve Buscemi                    |                                                                                |
| 2000 | Shadow of the Vampire                               | Max Schreck                              | E. Elias Merhige                 |                                                                                |
| 2000 | Bullfighter                                         | Father Ramirez                           | Rune Bendixen                    |                                                                                |
| 2001 | Pavilion of Women                                   | Father Andre                             | Yim Ho                           |                                                                                |
| 2001 | Edges of the Lord                                   | Priest                                   | Yurek Bogayevicz                 |                                                                                |
| 2002 | Người Nhện                                          | Norman Osborn / Green Goblin             | Sam Raimi                        |                                                                                |
| 2002 | Auto Focus                                          | John Henry Carpenter                     | Paul Schrader                    |                                                                                |
| 2003 | Đi tìm Nemo                                         | Gill                                     | Andrew Stanton                   | Lồng tiếng                                                                     |
| 2003 | Once Upon a Time in Mexico                          | Armando Barillo                          | Robert Rodriguez                 |                                                                                |
| 2003 | The Reckoning                                       | Martin                                   | Paul McGuigan                    |                                                                                |
| 2004 | The Clearing                                        | Arnold Mack                              | Pieter Jan Brugge                |                                                                                |
| 2004 | Người Nhện 2                                        | Norman Osborn / Green Goblin             | Sam Raimi                        | Cameo                                                                          |
| 2004 | Jiminy Glick in Lalawood                            | Chính mình                               | Vadim Jean                       | Cameo                                                                          |
| 2004 | The Life Aquatic with Steve Zissou                  | Klaus Daimler                            | Wes Anderson                     |                                                                                |
| 2004 | Control                                             | Dr. Michael Copeland                     | Tim Hunter                       |                                                                                |
| 2004 | Final Cut: The Making and Unmaking of Heaven's Gate | Người dẫn chuyện                         | Michael Epstein                  | Giọng nói Phim tài liệu                                                        |
| 2004 | The Aviator                                         | Roland Sweet                             | Martin Scorsese                  | Cameo                                                                          |
| 2005 | XXX: State of the Union                             | General George Deckert                   | Lee Tamahori                     |                                                                                |
| 2005 | Manderlay                                           | Mr. Mulligan                             | Lars von Trier                   |                                                                                |
| 2005 | Before It Had a Name                                | Leslie                                   | Giada Colagrande                 | Also co-writer                                                                 |
| 2005 | Ripley Under Ground                                 | Neil Murchison                           | Roger Spottiswoode               |                                                                                |
| 2006 | American Dreamz                                     | Chief of Staff                           | Paul Weitz                       |                                                                                |
| 2006 | Inside Man                                          | Captain John Darius                      | Spike Lee                        |                                                                                |
| 2006 | Paris, je t'aime                                    | The Cowboy                               | Nobuhiro Suwa                    | Segment: "Place des Victoires"                                                 |
| 2007 | The Walker                                          | Larry Lockner                            | Paul Schrader                    |                                                                                |
| 2007 | Kỳ nghỉ của Mr. Bean                                | Carson Clay                              | Steve Bendelack                  |                                                                                |
| 2007 | Người Nhện 3                                        | Norman Osborn / Green Goblin             | Sam Raimi                        | Cameo                                                                          |
| 2007 | Tales from Earthsea                                 | Cob                                      | Gorō Miyazaki                    | Lồng tiếng Anh                                                                 |
| 2007 | Go Go Tales                                         | Ray Ruby                                 | Abel Ferrara                     |                                                                                |
| 2007 | The Procedure                                       | Christopher                              | Adam McKay                       | Phin ngắn                                                                      |
| 2007 | Anamorph                                            | Stan Aubrey                              | Henry S. Miller                  |                                                                                |
| 2008 | Fireflies in the Garden                             | Charles Waechter                         | Dennis Lee                       |                                                                                |
| 2008 | Adam Resurrected                                    | Commandant Klein                         | Paul Schrader                    |                                                                                |
| 2008 | The Dust of Time                                    | A                                        | Theo Angelopoulos                |                                                                                |
| 2009 | Antichrist                                          | He / The Fox                             | Lars von Trier                   |                                                                                |
| 2009 | Affaire Farewell                                    | Feeney                                   | Christian Carion                 |                                                                                |
| 2009 | My Son, My Son, What Have Ye Done?                  | Detective Havenhurst                     | Werner Herzog                    |                                                                                |
| 2009 | Daybreakers                                         | Lionel 'Elvis' Cormac                    | The Spierig Brothers             |                                                                                |
| 2009 | Fantastic Mr. Fox                                   | Rat                                      | Wes Anderson                     | Lồng tiếng                                                                     |
| 2009 | The Boondock Saints II: All Saints Day              | Paul Smecker                             | Troy Duffy                       | Uncredited cameo                                                               |
| 2009 | Cirque du Freak: The Vampire's Assistant            | Gavner Purl                              | Paul Weitz                       |                                                                                |
| 2010 | Miral                                               | Eddie                                    | Julian Schnabel                  |                                                                                |
| 2010 | A Woman                                             | Max Oliver                               | Giada Colagrande                 |                                                                                |
| 2011 | 4:44 Last Day on Earth                              | Cisco                                    | Abel Ferrara                     |                                                                                |
| 2011 | The Hunter                                          | Martin David                             | Daniel Nettheim                  |                                                                                |
| 2012 | John Carter                                         | Tars Tarkas                              | Andrew Stanton                   | Motion-capture                                                                 |
| 2012 | Tomorrow You're Gone                                | The Buddha                               | David Jacobson                   |                                                                                |
| 2013 | Odd Thomas                                          | Wyatt Porter                             | Stephen Sommers                  |                                                                                |
| 2013 | Saving Norman                                       | Lionel Pembrooke                         | Hanneke Schutte                  | Short film                                                                     |
| 2013 | The Smile Man                                       | Willem                                   | Anton Lanshakov                  | Short film                                                                     |
| 2013 | Love's Routine                                      | Barry                                    | Shirlyn Wong                     | Short film                                                                     |
| 2013 | Out of the Furnace                                  | John Petty                               | Scott Cooper                     |                                                                                |
| 2013 | Nymphomaniac                                        | L                                        | Lars von Trier                   |                                                                                |
| 2013 | The Benaki Museum                                   | Antonis Benakis                          | Athina Rachel Tsangari           | Lồng tiếng Phim ngắn                                                           |
| 2014 | A Most Wanted Man                                   | Tommy Brue                               | Anton Corbijn                    |                                                                                |
| 2014 | The Grand Budapest Hotel                            | J.G. Jopling                             | Wes Anderson                     |                                                                                |
| 2014 | Bad Country                                         | Bud Carter                               | Chris Brinker                    |                                                                                |
| 2014 | The Fault in Our Stars                              | Peter Van Houten                         | Josh Boone                       |                                                                                |
| 2014 | Pasolini                                            | Pier Paolo Pasolini                      | Abel Ferrara                     |                                                                                |
| 2014 | Sát thủ John Wick                                   | Marcus                                   | Chad Stahelski                   |                                                                                |
| 2015 | My Hindu Friend                                     | Diego Fairman                            | Héctor Babenco                   |                                                                                |
| 2016 | Mind the Gap                                        | Himself                                  | Loris Gréaud                     | Phim ngắn                                                                      |
| 2016 | Dog Eat Dog                                         | 'Mad Dog'                                | Paul Schrader                    |                                                                                |
| 2016 | Đi tìm Dory                                         | Gill                                     | Andrew Stanton                   | Khách mời lồng tiếng                                                           |
| 2016 | A Family Man                                        | Ed Blackridge                            | Mark Williams                    |                                                                                |
| 2016 | Sculpt                                              | Man                                      | Loris Gréaud                     |                                                                                |
| 2016 | The Great Wall                                      | Ballard                                  | Zhang Yimou                      |                                                                                |
| 2017 | Do Donkeys Act?                                     | Người dẫn chuyện                         | David Redmon Ashley Sabin        | Lồng tiếng Phim tài liệu                                                       |
| 2017 | The Florida Project                                 | Bobby Hicks                              | Sean Baker                       |                                                                                |
| 2017 | What Happened to Monday                             | Terrence Settman                         | Tommy Wirkola                    |                                                                                |
| 2017 | Mountain                                            | Người dẫn chuyện                         | Jennifer Peedom                  | Giọng nói Phim tài liệu                                                        |
| 2017 | Death Note                                          | Ryuk                                     | Adam Wingard                     | Lồng tiếng                                                                     |
| 2017 | Liên minh công lý                                   | Nuidis Vulko                             | Zack Snyder                      | Cảnh bị cắt                                                                    |
| 2017 | Án mạng trên chuyến tàu cao tốc Phương Đông         | Gerhard Hardman                          | Kenneth Branagh                  |                                                                                |
| 2017 | Opus Zero                                           | Paul                                     | Daniel Graham                    |                                                                                |
| 2018 | At Eternity's Gate                                  | Vincent van Gogh                         | Julian Schnabel                  |                                                                                |
| 2018 | Vox Lux                                             | Người dẫn chuyện                         | Brady Corbet                     | Lồng tiếng                                                                     |
| 2018 | Aquaman: Đế vương Atlantis                          | Nuidis Vulko                             | James Wan                        |                                                                                |
| 2019 | Birds of a Feather                                  | Yves                                     | Christian Haas Andrea Block      | Lồng tiếng                                                                     |
| 2019 | The Lighthouse                                      | Thomas Wake                              | Robert Eggers                    |                                                                                |
| 2019 | Tommaso                                             | Tommaso                                  | Abel Ferrara                     |                                                                                |
| 2019 | Babenco: Tell Me When I Die                         | Chính mình                               | Bárbara Paz                      | Phim tài liệu                                                                  |
| 2019 | Motherless Brooklyn                                 | Paul Randolph                            | Edward Norton                    |                                                                                |
| 2019 | Togo                                                | Leonhard Seppala                         | Ericson Core                     |                                                                                |
| 2020 | The Last Thing He Wanted                            | Richard Dick McMahon                     | Dee Rees                         |                                                                                |
| 2020 | Siberia                                             | Clint                                    | Abel Ferrara                     |                                                                                |
| 2020 | Sportin' Life                                       | Chính mình                               | Abel Ferrara                     | Phim tài liệu                                                                  |
| 2021 | The French Dispatch                                 | Albert the Abacus                        | Wes Anderson                     |                                                                                |
| 2021 | Liên minh công lý phiên bản của Zack Snyder         | Nuidis Vulko                             | Zack Snyder                      | Bản phim gốc ban đầu của Justice League (2017) Phát hành trên nền tảng HBO Max |
| 2021 | The Card Counter                                    | Major John Gordo                         | Paul Schrader                    |                                                                                |
| 2021 | Con hẻm ác mộng                                     | Clem Hoately                             | Guillermo del Toro               |                                                                                |
| 2021 | Người Nhện: Không còn nhà                           | Norman Osborn / Green Goblin             | Jon Watts                        |                                                                                |
| 2022 | The Northman                                        | Heimir the Fool                          | Robert Eggers                    |                                                                                |
| 2023 | Aquaman và Vương quốc thất lạc                      | Nuidis Vulko                             | James Wan                        |                                                                                |
| 2023 | Poor Things                                         | Dr. Godwin Baxter                        | Yorgos Lanthimos                 |                                                                                |
| 2023 | Thiếu niên và chim diệc                             | Bồ nông                                  | Hayao Miyazaki                   |                                                                                |
| 2024 | Ma siêu quậy                                        | Wolf Jackson                             | Tim Burton                       |                                                                                |
| 2024 | Ma cà rồng Nosferatu                                | Giáo sư Albin Eberhart Von Franz         | Robert Eggers                    |                                                                                |
| TBA  | Dead for a Dollar                                   | Joe Cribbens                             | Walter Hill                      | Post-production                                                                |
| TBA  | Inside                                              | TBA                                      | Vasilis Katsoupis                | Post-production                                                                |
| TBA  | The Legend of Ochi                                  | Maxim                                    | Isaiah Saxon                     | Post-production                                                                |

### Truyền hình
| Năm        | Tiêu đề             | Vai                                       | Ghi chú                                               |
| ---------- | ------------------- | ----------------------------------------- | ----------------------------------------------------- |
| 1986       | The Hitchhiker      | Jeffrey Hunt                              | Tập: "Ghostwriter"                                    |
| 1991       | Fishing with John   | Chính mình                                | Phân đoạn: "Ice Fishing in Northern Maine"            |
| 1997, 2014 | The Simpsons        | The Commandant / Mr. Lassen (lồng tiếng)  | 2 tập                                                 |
| 2000       | Globehunters        | Thợ săn (lồng tiếng)                      | Phim truyền hình                                      |
| 2010       | American Experience | Người tường thuật (giọng nói)             | Tập: "Into the Deep: America, Whaling & the World"    |
| 2017       | Piigs               | Người tường thuật (giọng nói)             | Phim tài liệu                                         |
| 2022       | Saturday Night Live | Chính mình (khách mời / dẫn chương trình) | Tập: "Will Forte/Måneskin", "Willem Dafoe/Katy Perry" |

### Trò chơi điện tử
| Năm  | Tiêu đề                               | Vai                                      | Ghi chú                                |
| ---- | ------------------------------------- | ---------------------------------------- | -------------------------------------- |
| 2002 | Spider-Man                            | Norman Osborn / The Green Goblin (voice) | Tương tự                               |
| 2003 | Finding Nemo                          | Gill (voice)                             |                                        |
| 2003 | James Bond 007: Everything or Nothing | Nikolai Diavolo (voice)                  | Tương tự                               |
| 2013 | Beyond: Two Souls                     | Nathan Dawkins (voice)                   | Ngoài ra chụp chuyển động và chân dung |
| 2021 | Twelve Minutes                        | Cop (voice)                              |                                        |